# Lista odcinków serialu Dom grozy
Poniżej znajduje się lista odcinków serialu telewizyjnego Dom grozy – emitowanego przez amerykańską stację kablową Showtime od 11 maja 2014 roku do 19 czerwca 2016 roku. Łącznie powstały 3 serie, które składają się z 27 odcinków. W Polsce serial premierowo był emitowany od 10 listopada 2014 roku do 30 lipca 2016 roku przez HBO Polska.

## Przegląd sezonów
| Seria | Seria | Odcinki | Oryginalna emisja                     | Oryginalna emisja | Oryginalna emisja                   | Oryginalna emisja                      |
| Seria | Seria | Odcinki | Premiera serii                        | Finał serii       | Premiera serii                      | Finał serii                            |
| ----- | ----- | ------- | ------------------------------------- | ----------------- | ----------------------------------- | -------------------------------------- |
|       | 1     | 8       | 11 maja 2014                          | 29 czerwca 2014   | 10 listopada 2014                   | 29 grudnia 2014                        |
|       | 2     | 10      | 3 maja 2015                           | 5 lipca 2015      | 23 maja 2015                        | 25 lipca 2015                          |
|       | 3     | 9       | 24 kwietnia 2016 (online) 1 maja 2016 | 19 czerwca 2016   | 2 maja 2016 (online) 5 czerwca 2016 | 20 czerwca 2016 (online) 30 lipca 2016 |

## Sezon 1 (2014)
| Nr | # | Tytuł                        | Polski tytuł          | Reżyseria      | Scenariusz | Premiera (Showtime) | Premiera (HBO Polska) |
| -- | - | ---------------------------- | --------------------- | -------------- | ---------- | ------------------- | --------------------- |
| 1  | 1 | Night Work                   | Nocna robota          | J. A. Bayona   | John Logan | 11 maja 2014        | 10 listopada 2014     |
| 2  | 2 | Séance                       | Seans                 | J. A. Bayona   | John Logan | 18 maja 2014        | 17 listopada 2014     |
| 3  | 3 | Resurrection                 | Nieumarli             | Dearbhla Walsh | John Logan | 25 maja 2014        | 24 listopada 2014     |
| 4  | 4 | Demimonde                    | Demi-monde            | Dearbhla Walsh | John Logan | 1 czerwca 2014      | 1 grudnia 2014        |
| 5  | 5 | Closer Than Sisters          | Bliższe niż siostry   | Coky Giedroyc  | John Logan | 8 czerwca 2014      | 8 grudnia 2014        |
| 6  | 6 | What Death Can Join Together | To, co śmierć połączy | Coky Giedroyc  | John Logan | 15 czerwca 2014     | 15 grudnia 2014       |
| 7  | 7 | Possession                   | Opętanie              | James Hawes    | John Logan | 22 czerwca 2014     | 22 grudnia 2014       |
| 8  | 8 | Grand Guignol                | Grand Guignol         | James Hawes    | John Logan | 29 czerwca 2014     | 29 grudnia 2014       |

## Sezon 2 (2015)
4 czerwca 2014 roku, stacja Showtime zamówiła drugą serię, która będzie składała się z 10 odcinków. 
| Nr | #  | Tytuł                           | Polski tytuł              | Reżyseria    | Scenariusz | Premiera (Showtime) | Premiera (HBO Polska) |
| -- | -- | ------------------------------- | ------------------------- | ------------ | ---------- | ------------------- | --------------------- |
| 9  | 1  | Fresh Hell                      | Nowy koszmar              | James Hawes  | John Logan | 3 maja 2015         | 23 maja 2015          |
| 10 | 2  | Verbis Diablo                   | Verbis diablo             | James Hawes  | John Logan | 10 maja 2015        | 30 maja 2015          |
| 10 | 3  | The Nightcomers                 | Nawiedzające Noce         | Brian Kirk   | John Logan | 17 maja 2015        | 6 czerwca 2015        |
| 11 | 4  | Evil Spirits in Heavenly Places | Duchy nikczemne na niebie | Damon Thomas | John Logan | 24 maja 2015        | 13 czerwca 2015       |
| 12 | 5  | Above the Vaulted Sky           | Łuk firmamentu            | Damon Thomas | John Logan | 31 maja 2015        | 20 czerwca 2015       |
| 14 | 6  | Glorious Horrors                | Zachwycające okropieństwa | James Hawes  | John Logan | 7 czerwca 2015      | 27 czerwca 2015       |
| 15 | 7  | Little Scorpion                 | Mały skorpion             | Brian Kirk   | John Logan | 14 czerwca 2015     | 4 lipca 2015          |
| 16 | 8  | Memento Mori                    | Pamiętaj, że umrzesz      | Kari Skoland | John Logan | 21 czerwca 2015     | 11 lipca 2015         |
| 17 | 9  | And Hell Itself My Only Foe     | Wrogiem mi tylko diabeł   | Brian Kirk   | John Logan | 28 czerwca 2015     | 18 lipca 2015         |
| 18 | 10 | And They Were Enemies           | Wrogowie                  | Brian Kirk   | John Logan | 5 lipca 2015        | 25 lipca 2015         |

## Sezon 3 (2016)
16 czerwca 2015 roku, stacja Showtime zamówiła trzecią serię, która składa się z 9 odcinków. 
| Nr | # | Tytuł                    | Polski tytuł                       | Reżyseria    | Scenariusz                              | Premiera (Showtime)                   | Premiera (HBO 3)                       |
| -- | - | ------------------------ | ---------------------------------- | ------------ | --------------------------------------- | ------------------------------------- | -------------------------------------- |
| 19 | 1 | The Day Tennyson Died    | Dzień, w którym zmarł Tennyson     | Damon Thomas | John Logan                              | 24 kwietnia 2016 (online) 1 maja 2016 | 5 czerwca 2016 (HBO GO 2 maja 2016)    |
| 20 | 2 | Predators Far and Near   | Drapieżniki krążą                  | Damon Thomas | John Logan                              | 8 maja 2016                           | 12 czerwca 2016 (HBO GO 9 maja 2016)   |
| 21 | 3 | Good and Evil Braided Be | Zło z dobrem splecionymi być muszą | Damon Thomas | John Logan                              | 15 maja 2016                          | 19 czerwca 2016 (HBO GO 16 maja 2016)  |
| 22 | 4 | A Blade of Grass         | Źdźbło trawy                       | Toa Fraser   | John Logan                              | 22 maja 2016                          | 26 czerwca 2016 (HBO GO 23 maja 2016)  |
| 23 | 5 | This World Is Our Hell   | Ten świat to nasze piekło          | Paco Cabezas | Andrew Hinderaker                       | 29 maja 2016                          | 2 lipca 2016 (HBO GO 30 maja 2016)     |
| 24 | 6 | No Beast So Fierce       | Najdzikszy zwierz                  | Paco Cabezas | Andrew Hinderaker, Krysty Wilson-Cairns | 5 czerwca 2016                        | 9 lipca 2016 (HBO GO 6 czerwca 2016)   |
| 25 | 7 | Ebb Tide                 | Odpływ                             | Paco Cabezas | John Logan                              | 12 czerwca 2016                       | 16 lipca 2016 (HBO GO 13 czerwca 2016) |
| 26 | 8 | Perpetual Night          | Nieustająca noc                    | Damon Thomas | Krysty Wilson-Cairns                    | 19 czerwca 2016                       | 23 lipca 2016 (HBO GO 20 czerwca 2016) |
| 27 | 9 | The Blessed Dark         | Błogosławiony mrok                 | Paco Cabezas | John Logan                              | 19 czerwca 2016                       | 30 lipca 2016 (HBO GO 20 czerwca 2016) |